# Caryophyllia octopali
Espèce
Statut CITES
Caryophyllia octopali est une espèce de coraux appartenant à la famille des Caryophylliidae.